# Light Asylum
Light Asylum est un groupe américain de musique électronique, originaire de Brooklyn, à New York. Mêlant post-punk et dark wave, ce groupe est formé en 2007 et sort son premier EP en 2010 puis son premier album en 2012. L'un de ses morceaux, Dark Allies, est utilisé dans le film Bande de filles ainsi que dans le film Burn out.

## Histoire
Le groupe comprend le duo Shannon Funchess et Bruno Coviello. Il publie son premier EP, In Tension, en 2010. L'EP quatre pistes est réédité en 2011 au label indépendant notable Mexican Summer. Leur premier album, homonyme, est publié en mai 2012. Il est généralement bien accueilli par la presse spécialisée comme Pitchfork, FACT, Mixmag, NME, XLR8R, et The Quietus.
En 2003, Bruno Coviello écrit un morceau electroclash/dance-pop pour la bande-son du film Party Monster sous l'alias Mannequin. Shannon Funchess a fourni les parties vocales de morceaux pour des groupes tels que TV on the Radio, !!! et Telepathe. Funchess collabore aussi avec The Knife sur le morceau Stay Out Here de leur quatrième album, Shaking the Habitual en 2013. Leur morceau Dark Allies est utilisé dans le film français Bande de filles (2014).
Le style musical de Light Asylum est largement inspiré des années 1980. Leur style incorpore aussi des éléments de dark wave, synthpop et post-punk, et The Guardian compare Light Asylum à Nine Inch Nails et Depeche Mode.

## Discographie

### Album studio
- 2012 : Light Asylum

### Singles et EP
- 2010 : In Tension (EP)
- 2012 : Shallow Tears (single)
- 2012 : Heart of Dust (single)
- 2012 : A Certain Person (single)